# 比萊吉克

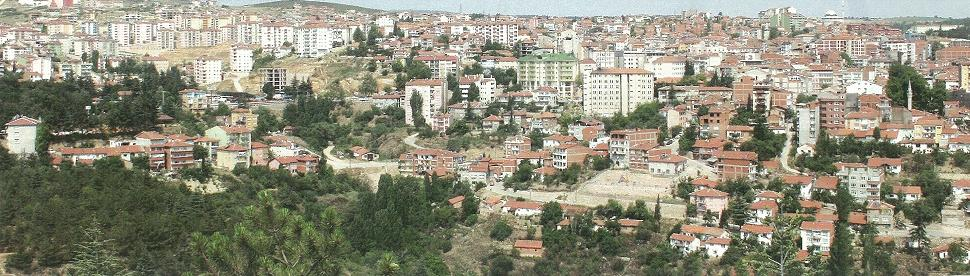
比萊吉克

比萊吉克是土耳其的城鎮，也是比萊吉克省的首府，位於該國西北部，面積840平方公里，受地中海氣候影響，每年平均降雨量451毫米，2008年人口39,453。

## 外部連結
- http://www.eksisozluk.com/show.asp?t=bilecik%20diye%20bir%20yerin%20asl%C4%B1nda%20olmamas%C4%B1%20 （页面存档备份，存于） Bilecik Conspiracy
- http://www.bilecikaktuel.com （页面存档备份，存于）
- - Comments about Bilecik Archive.today的存檔，存档日期2013-01-27
- https://web.archive.org/web/20110717232040/http://www.voyagerbook.com/eng/iller/11/11.asp
- Openstreetmap Point （页面存档备份，存于）
- https://web.archive.org/web/20111007141559/http://www.turkeytravelplans.com/english/index.php/bilecik/467-where-to-visit-bilecik
- http://www.bilecik.gov.tr/ （页面存档备份，存于）
- http://www.cultura.gov.tr/EN/BelgeGoster.aspx?17A16AE30572D31395FB1C5180B6EBD68F72AE2C955C7C52